# Ponts mégalithiques in Artannes-sur-Thouet

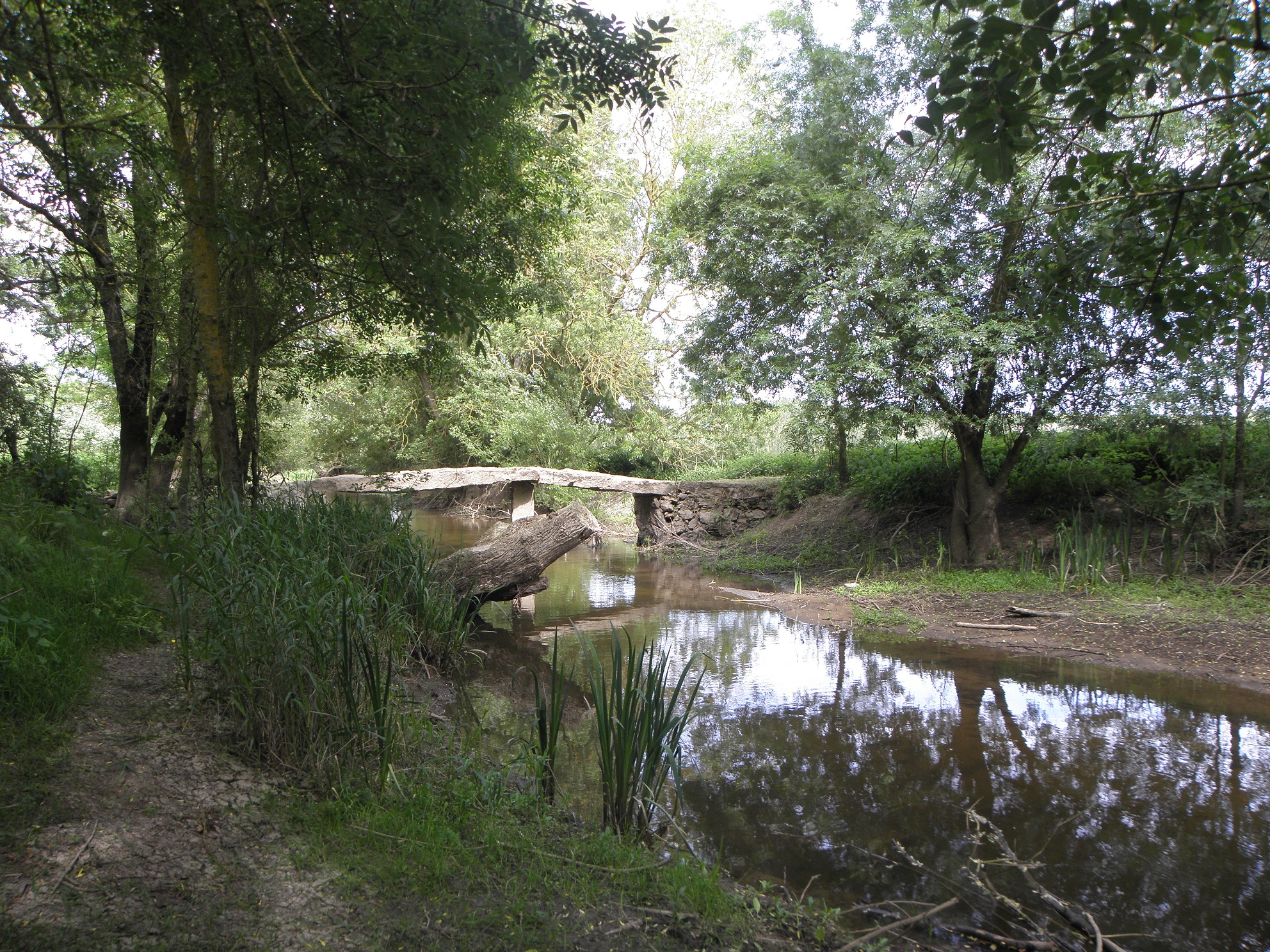
Steinplattenbrücke 1

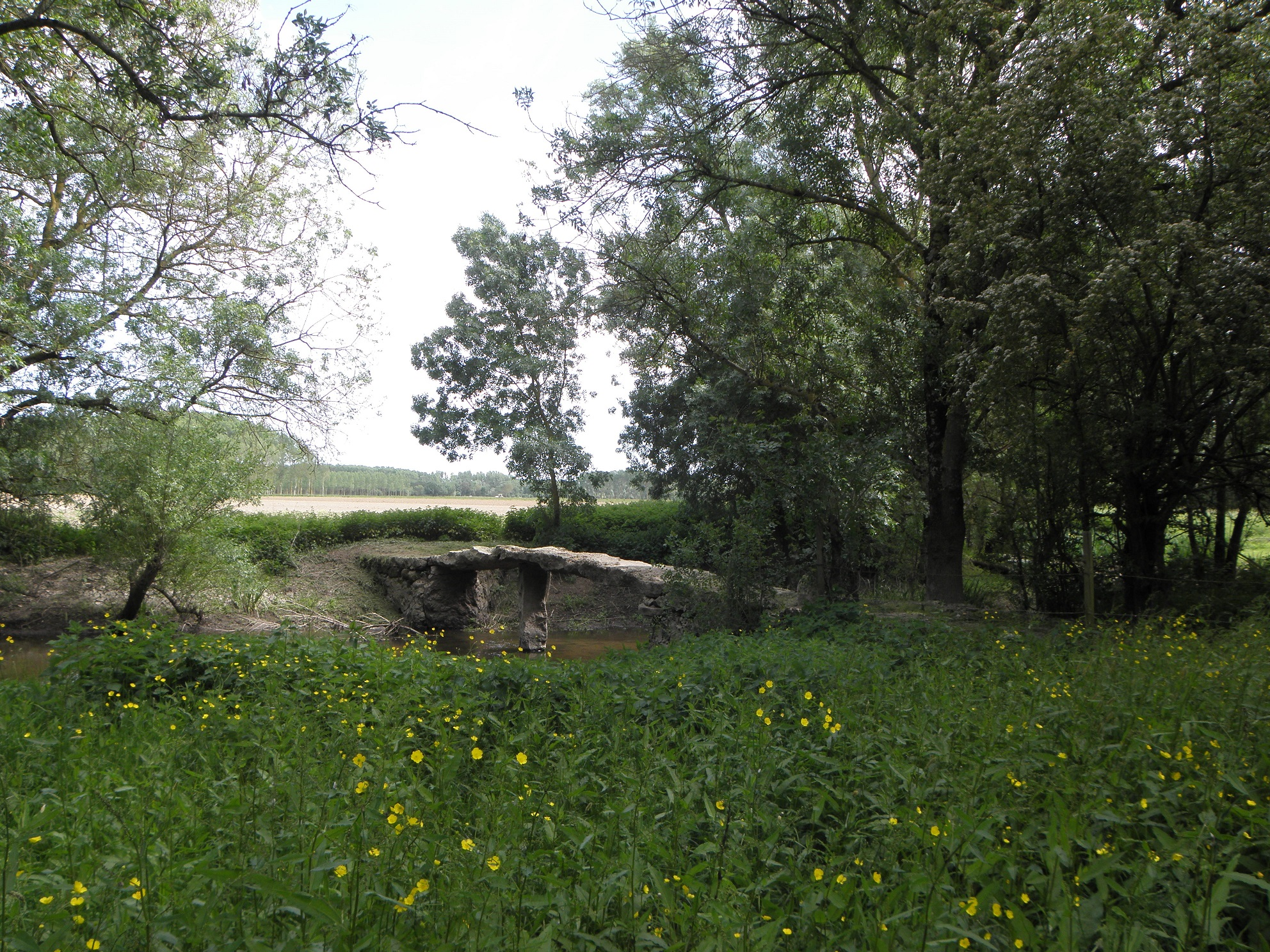
Steinplattenbrücke 2

Die zwei Ponts mégalithiques in Artannes-sur-Thouet (deutsch „Steinplattenbrücken in Artannes-sur-Thouet“) liegen auf dem Gemeindegebiet von Artannes-sur-Thouet im Département Maine-et-Loire in Frankreich. Beide Brücken wurden ins Inventaire général du patrimoine culturel eingetragen.

## Lage
Östlich des Dorfes wird der Fossé d’Artannes, ein Seitenarm des Thouet, der die Insel von Artannes bildet, durch zwei Steinplattenbrücken überspannt.
- Die erste, am Ende des Dorfes (Lage) besteht aus zwei etwa 6,0 bzw. 4,0 m langen und ca. 1 m breiten Blöcken, die auf einem Mittelpfeiler und zwei Auflagern (Brückenkopf) ruhen. Die Steine stammen von Verrie, einem mehr als 10 km entfernten Dorf auf der anderen Seite der Loire.
- Die zweite Brücke (Lage), nahe dem Weiler La Motte, besteht ebenfalls aus zwei Platten, die auf einem Mittelpfeiler und zwei seitlichen Auflagern aufruhen.

Im Bereich Airvault/Parthenay gibt es auch Trittstein-Übergänge über den Thouet.